# Hàng xa xỉ

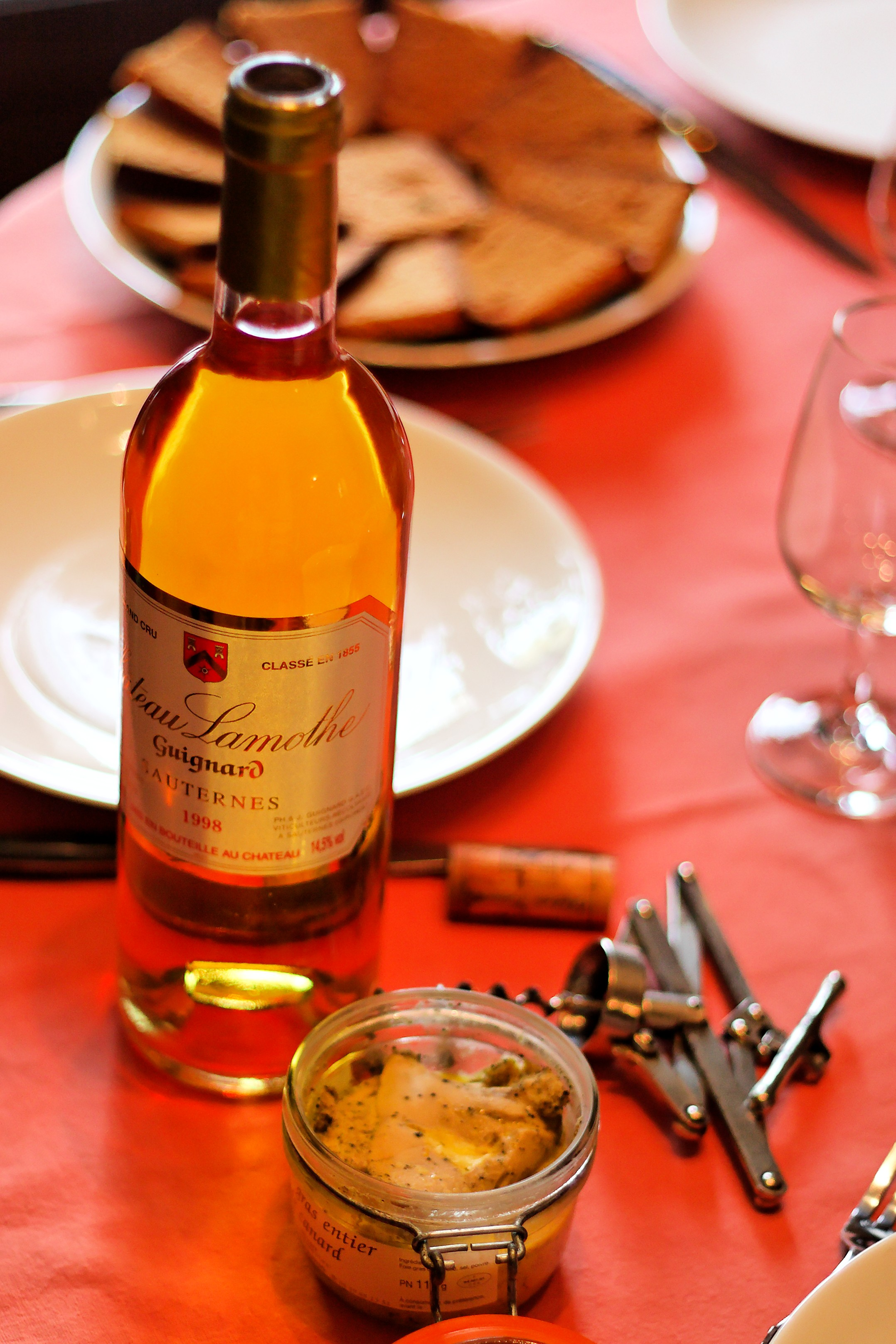
Rượu vang thượng hạng và gan ngỗng béo không phải ai cũng được tiếp cập và thưởng thức

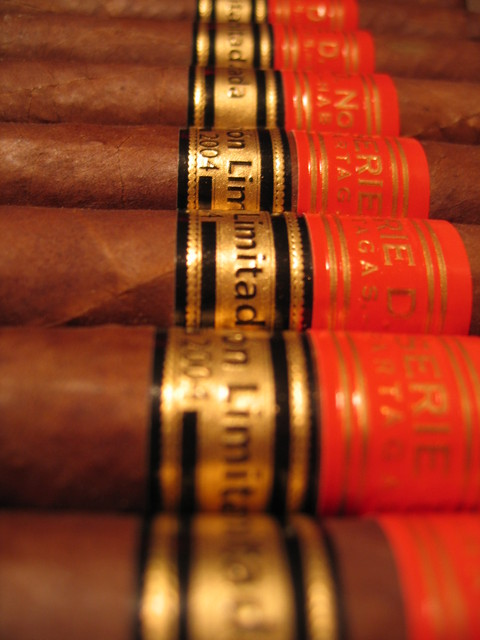
Nhãn hiệu xì gà cao cấp Partagás

Hàng xa xỉ hay xa xỉ phẩm là những mặt hàng giá trị cao nhưng không thiết yếu dành để mang lại nhiều hưởng thụ hơn cho người sở hữu và thường là đắt tiền, chủ yếu chỉ dành cho những người có thu nhập cao và có khả năng tài chính mua sắm và sử dụng, chúng được xem là hàng hóa vị thế chỉ về biểu tượng địa vị thể hiện đẳng cấp và vị thế của người sở hữu. Hàng hóa cao cấp được cho là có độ co giãn cao về nhu cầu vì khi mọi người trở nên giàu có hơn, họ sẽ mua thêm hàng hóa xa xỉ. Mặt khác, hàng hóa cao cấp có thể trở thành hàng hóa thông thường hoặc thậm chí là hàng thứ cấp ở các mức thu nhập khác nhau. Hàng xa xỉ hay xa xỉ phẩm là đối tượng chịu thuế tiêu thụ đặc biệt được áp dụng cho hàng hóa, dịch vụ mang tính chất xa xỉ nhằm điều tiết việc sản xuất, nhập khẩu và tiêu dùng xã hội nhưng để xác định như thế nào là "xa xỉ" lại phụ thuộc vào điều kiện kinh tế-xã hội của đất nước tại thời điểm ban hành luật.
Hàng hóa cao cấp cổ điển bao gồm quần áo thời trang cao cấp, phụ kiện thời trang và hành lý sang trọng. Nhiều thị trường có phân khúc hạng sang, bao gồm ô tô (xe sang trọng), du thuyền, rượu vang mỹ tửu, nước đóng chai tinh khiết, cà phê sành điệu, trà hảo hạng, thực phẩm thượng hạng, đồng hồ quý sang trọng, quần áo đắt tiền quý phái hàng hiệu, đồ trang sức xa hoa, các dòng xì gà cao cấp (chẵng hạn như dòng xì gà Cuba với nhãn hiệu Cohiba trứ danh), các dòng mũ phớt đắt tiền (chẵng hạn như mũ Panama). Yếu tố xa xỉ không mang tính đại chúng, không dành cho tất cả mọi người vì là những thứ độc quyền, quý hiếm và số lượng sản xuất hạn chế (phiên bản giới hạn), ra đời để phục vụ cho một nhóm khách hàng riêng biệt, chúng đồng thời phải có chất lượng hoàn hảo, giá cao, có giá trị lâu bền, thường đem lại sự hài lòng và trải nghiệm cho khách hàng, thể hiện địa vị của khách hàng (hàng hóa vị thế).
Hàng xa xỉ có độ co giãn cầu theo thu nhập cao: khi mọi người trở nên giàu có hơn, họ sẽ mua nhiều hàng xa xỉ hơn theo tỷ lệ. Điều này cũng có nghĩa là nếu thu nhập giảm, nhu cầu về hàng xa xỉ sẽ giảm nhiều hơn theo tỷ lệ. Độ co giãn cầu theo thu nhập không phải là hằng số đối với thu nhập và có thể thay đổi dấu ở các mức thu nhập khác nhau. Nghĩa là, một mặt hàng xa xỉ có thể trở thành hàng hóa thiết yếu hoặc thậm chí là hàng hóa kém chất lượng ở các mức thu nhập khác nhau. Một số mặt hàng xa xỉ được cho là ví dụ về hàng hóa Veblen, với độ co giãn cầu theo giá dương: ví dụ, làm cho nước hoa đắt hơn có thể làm tăng giá trị được coi là hàng xa xỉ đến mức doanh số có thể tăng lên, thay vì giảm xuống. Tuy nhiên, hàng hóa Veblen không đồng nghĩa với hàng xa xỉ. Mặc dù thuật ngữ kỹ thuật hàng xa xỉ không liên quan đến chất lượng của hàng hóa, nhưng chúng thường được coi là hàng hóa ở phân khúc cao nhất của thị trường về mặt chất lượng và giá cả. Nhiều thị trường có phân khúc hàng xa xỉ bao gồm, ví dụ, các phiên bản xa xỉ của ô tô, du thuyền, rượu vang, nước đóng chai, cà phê, trà, thực phẩm, đồng hồ, quần áo, trang sức, mỹ phẩm và thiết bị âm thanh độ chân thật cao. Hàng xa xỉ thường để trong hộp đựng cao cấp đặc biệt để phân biệt sản phẩm với các đối thủ cạnh tranh chính thống.